# François Brandt
François Brandt (født 29. december 1874, død 4. juli 1949) var en hollandsk roer og olympisk guldvinder.
Brandt vandt sammen med Roelof Klein guld i toer med styrmand ved OL 1900 i Paris, første gang denne disciplin var på det olympiske program. I semifinalen havde de Hermanus Brockmann som styrmand, men da han var for tung, blev han til finalen afløst af en cirka syv-årig lokal fransk dreng, som det aldrig siden har været mulig at identificere. Ved de samme lege vandt Brandt også en bronzemedalje som del af den hollandske otter.
Brandt blev uddannet civilingeniør i Delft og arbejdede siden hos de hollandske jernbaner frem til 1938, hvor han blev udnævnt til biskop for Liberal Katolsk Kirke i Holland og Belgien.

## OL-medaljer
- 1900:  Guld i toer med styrmand
- 1900:  Bronze i otter